# IC 4861
IC 4861 је спирална галаксија у сазвјежђу Паун која се налази на листи објеката дубоког неба у Индекс каталогу.
Деклинација објекта је - 57° 34' 34" а ректасцензија 19h 29m 16,6s. Привидна величина (магнитуда) објекта IC 4861 износи 14,8 а фотографска магнитуда 15,5. IC 4861 је још познат и под ознакама ESO 142-15, PGC 63274.